# 스타베리 김
스타베리 김은 한국에서 제작된 고영남 감독의 1966년 영화이다. 박노식 등이 주연으로 출연하였고 홍의선 등이 제작에 참여하였다.

## 출연

### 주연
- 박노식
- 김혜정
- 윤일봉
- 김동원

## 제작진
- 조명: 고해진
- 미술: 홍성칠